# Charles Scott Sherrington

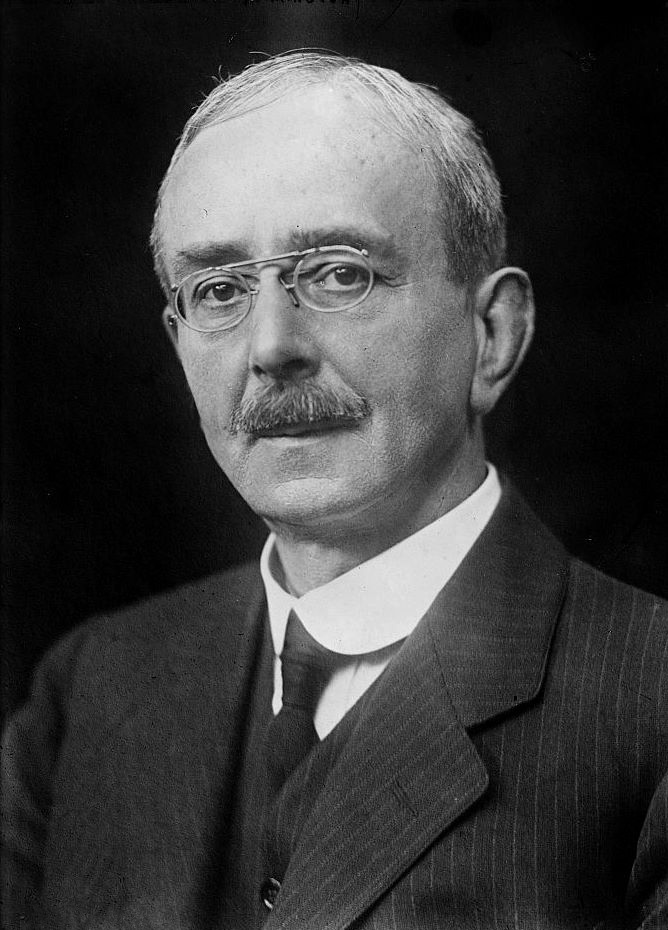
Charles Scott Sherrington

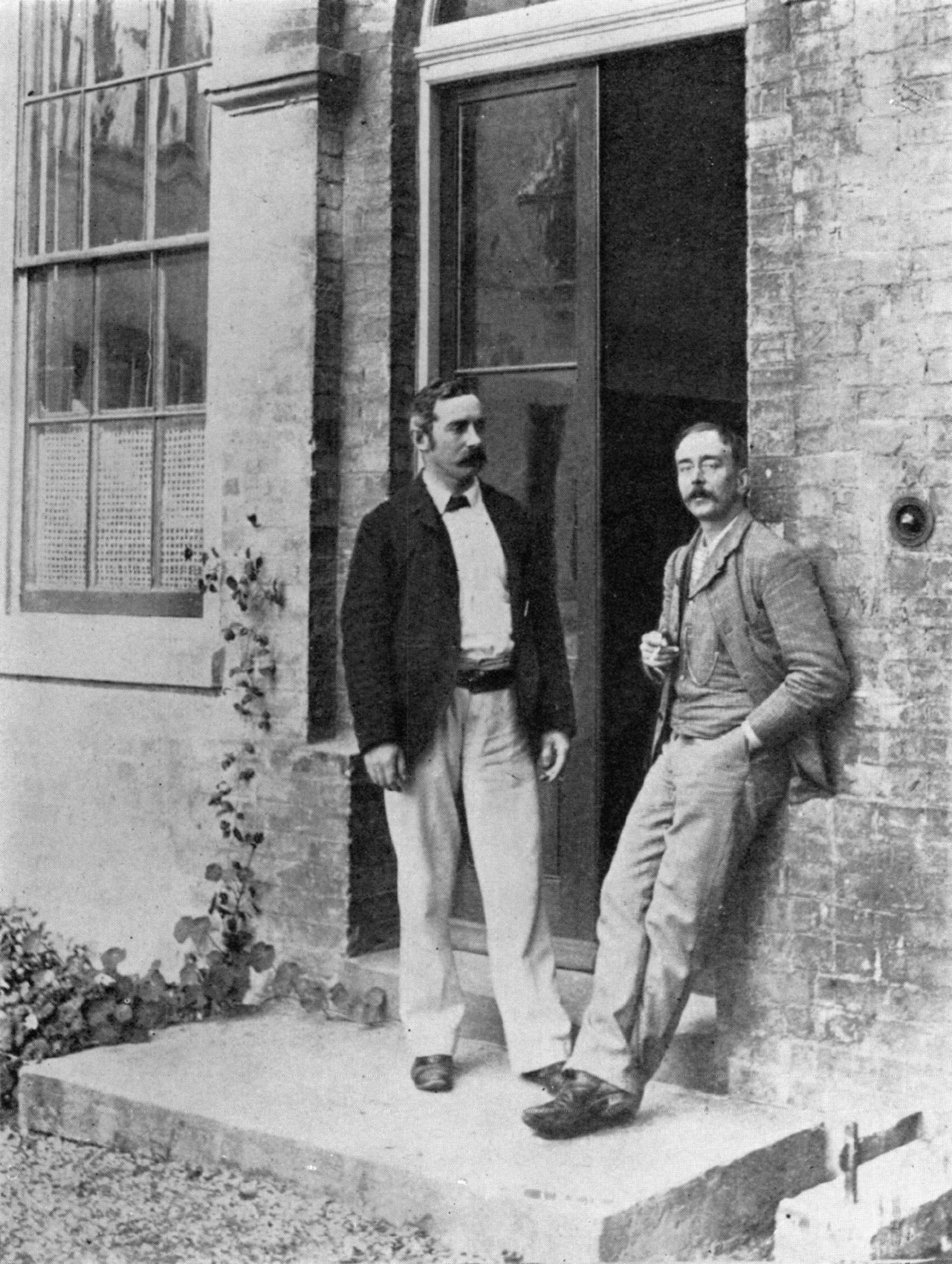
Charles Smart Roy und Charles Scott Sherrington (rechts), am Eingang zum alten pathologischen Institut in Cambridge 1893.

Sir Charles Scott Sherrington (* 27. November 1857 in London; † 4. März 1952 in Eastbourne, Sussex) war ein britischer Neurophysiologe. Für seine Entdeckungen auf dem Gebiet der Funktionen der Neuronen erhielt er 1932 gemeinsam mit Edgar Douglas Adrian den Nobelpreis für Medizin.
1897 prägte er den Begriff Synapse. Sherringtons Verdienst war es, das Spezialgebiet der Neurologie in der heutigen Konzeption physiologisch begründet zu haben.

## Leben
Charles Scott Sherrington wurde am 27. November 1857 als einer von vier Söhnen des in der Nähe von Yarmouth (Isle of Wight) tätigen Landarztes James Norton Sherrington und dessen Frau Anne Brookes Thurtell in London geboren. Seine frühe Erziehung empfing er in einer Grammar School (eine Art Gymnasium) in Ipswich, wo er sich intensiv mit dem Studium der alten Sprachen befasste, hauptsächlich Latein und Griechisch. Er begann, angeregt durch seinen Stiefvater, am St Thomas’ Hospital und am Royal College of Surgeons seine medizinische Ausbildung. Ab 1879 setzte er sein Medizinstudium am Caius College in Cambridge fort. Sherringtons Interesse für das Nervensystem wurde 1881 auf dem International Medical Congress in London wachgerufen, als der Physiologe Friedrich Leopold Goltz aus Straßburg seine entrindeten Hunde demonstrierte. Sherrington bat Goltz, den Rest des Nervensystems seiner entrindeten Tiere untersuchen zu dürfen. Goltz gab ihm die Erlaubnis hierzu; mit diesen Untersuchungen, die er zusammen mit dem Professor für Physiologie, John Newport Langley, in Cambridge durchführte, begann seine Laufbahn als Neurophysiologe. 1884 veröffentlichten Sherrington und Langley den ersten Bericht, nachdem Sherrington drei Jahre lang als undergraduate in Cambridge gearbeitet hatte, wo er 1884 auch promoviert wurde.
Während der Ausbildungszeit nach seinem 1885 an der Universität Cambridge abgeschlossenen Staatsexamen verbrachte Sherrington längere Zeit in Deutschland. In Berlin besuchte er die Vorlesungen von Hermann von Helmholtz, für den er tiefe Bewunderung empfand. Andererseits hielt er Emil Heinrich du Bois-Reymond für einen äußerst faszinierenden Dozenten. Der Ausbildung auf dem Kontinent folgte seine erste Berufung als Dozent der Physiologie ans St Thomas’ Hospital; später wurde er zum Professor und ärztlichen Direktor des Brown-Institutes ernannt (1891). Sherrington blieb hier vier Jahre lang und wurde dann auf den Lehrstuhl der Physiologie nach Liverpool berufen. Einige seiner besten Arbeiten über das Nervensystem waren auf den Forschungen am Brown-Institut aufgebaut, unter anderem auch seine Monografie über periphere Verteilung der Fasern aus den hinteren Rückenmarkswurzeln. Auch seine Untersuchungen über die reziproke Innervation antagonistischer Muskeln begannen in dieser Zeit.
Am 27. August 1891 heiratete er die aus Preston Manor in Suffolk stammende Ethel Mary Wright (ca. 1869–1933). Sie hatten einen Sohn, Charles Ely Rose Sherrington (1897–1971).
Als Nächstes nahm Sherrington Untersuchungen an sensiblen Dermatomen vor, indem er drei aufeinanderfolgende hintere Nervenwurzeln unterbrach und die Verteilung sensibler Ausfallerscheinungen analysierte. Nachdem dies festgestellt war, wandte er seine Aufmerksamkeit dem Phänomen der Enthirnungsstarre („decerebrate rigidity“) zu, die er dann zum ersten Mal in den Croonian Lectures, 1897, beschrieb. Wie viele junge Wissenschaftler wurde auch er dazu ausgenutzt, einen speziellen Abschnitt für das Lehrbuch der Physiologie von Michael Foster zu schreiben. In diesem Buch führte er den Ausdruck Synapse (griech. συναψις = Verbindung) in die Neurologie ein, der sofort übernommen wurde und seither allgemein in Gebrauch ist.
Im Jahre 1906 erschien sein Buch über „die integrative Tätigkeit des Nervensystems“, das die Silliman-Vorträge zur Grundlage hatte. Diese Arbeit von Sherrington bedeutete einen Wendepunkt der experimentellen Physiologie des Menschen, weil hier zum ersten Mal John Hughlings Jacksons Begriffe von dem Ursprung der Funktion erklärt wurden und viele neue Bezeichnungen einführte; sie werden heute von den Neurophysiologen der ganzen Welt gebraucht (z. B. Propriozeption und Nozizeptoren).
Nach seiner ab 1895 begonnenen Tätigkeit als Professor für Physiologie in London wurde Sherrington 1913 nach Oxford berufen, um hier als Nachfolger von Francis Gotch den Lehrstuhl für Physiologie zu übernehmen. Nach Kriegsende stürzte er sich mit seinem neuen Mitarbeiter Edward George Tandy Liddell in seine Forschungen über Mechanismen der Körperhaltung, die durch den Krieg unterbrochen worden waren. Mit Hilfe eines optischen Myografen begann er die Erforschung der „myotatischen“ Reflexe, die durch Dehnung eines Muskels ausgelöst werden.
Für seine Forschungen zum Reflexgeschehen und zu den Regenerationsvorgängen im Nervengewebe erhielt Sherrington 1932 den Nobelpreis für Medizin.
Im Alter philosophierte er über den Sinn seines Lebenswerkes. In einer 1933 vor der Universität Cambridge gehaltenen Rede über „das Gehirn und seine Mechanismen“ (The brain and its mechanism) verweilte er längere Zeit bei dem Thema „das Hirn als Organ des Geistes“. Er kam zu dem Schluss, dass keine klare Beziehung zwischen Leib und Seele nachgewiesen werden könnte. Als ihm 1931 in Bern ein Ehrentitel verliehen wurde, hielt der Physiologe Leon Asher eine kurze Ansprache, in der er von Sherrington als dem „Philosophen des Nervensystems“ sprach. Viele Teilnehmer dieses Festaktes hatten geglaubt, dass Sherrington längst tot sei; sein persönliches Auftreten nach der Ansprache löste den lauten Jubel einer riesigen Hörerschaft aus. Diese Ovation brachte Sir Charles zuerst aus der Fassung, dann bedankte er sich mit gewohnter Liebenswürdigkeit.

## Weitere Ehrungen
Die Royal Society verlieh ihm 1905 die Royal Medal, 1927 die Copley Medal. 1906 wurde er zum auswärtigen Mitglied der Göttinger Akademie der Wissenschaften gewählt. 1918 wurde er in die American Academy of Arts and Sciences gewählt, 1924 in die National Academy of Sciences. Sherrington war zudem Mitglied der Deutschen Akademie der Naturforscher Leopoldina, der Royal Society of Edinburgh, der Königlich Niederländischen Akademie der Wissenschaften, der Königlichen Akademie von Belgien und der Académie des sciences.

## Veröffentlichungen (Auswahl)
- On reciprocal innervation of antagonistic muscles. Third notice. In: Proc. Roy. Soc. Band 60, 1896, S. 414.
- The Integrative Action of the Nervous System. Charles Scribner’s Sons, New York 1906.
- Mammalian physiology. Oxford/London 1919.
- The Reflex Activity of the Spinal Cord. Oxford 1932.
- The Brain and Its Mechanism. Cambridge 1933.
- Man on His Nature (in: The Gifford lectures, Edinburgh.) MacMillan, New York 1937–1938.